# Mimí Ardú
Mimí Ardú (Río Cuarto, 29 febbraio 1956) è un'attrice argentina, attiva in campo cinematografico, televisivo e teatrale.

## Biografia
Ardú è nata nel 1956 a Río Cuarto, nella provincia di Córdoba. A quindici anni è diventata insegnante di pianoforte. Quello stesso anno si è trasferita con la famiglia a Buenos Aires, dove ha ottenuto il suo primo lavoro in un Istituto di Entrata a Filosofia e Lettere come impiegata ed aiuto scolare di alunni di scuola primaria. Ha completato gli studi secondari presso il Liceo Nacional de Señoritas Nro. 12 di Caballito. Ha studiato danza con Naomi Coelho e recitazione con Carlos Gandolfo in Argentina e Leon Escobar in Messico. Ha cantato con Mabel Moreno in Argentina e con Zendejas David Soule in Messico.
Incominciò la carriera, grazie al suo corpo scultoreo, come seconda vedette di varie riviste teatrali per poi diventare un'attrice di carattere drammatico. Durante l'estate del 1979-1980 si trasferì a Mar del Plata ed ottenne un grande successo sostituendo Reina Reech nella commedia Enredos de alcoba (Intrecci di alcova) al Teatro Provincial marplatense. Da allora lavora assiduamente in teatro e in televisione, facendo parte del cast di soap opera e di programmi, come ad esempio Il mondo di Patty.

## Filmografia

### Cinema
- Escándalo en la familia, regia di Julio Porter (1967)
- Fotógrafo de señoras, regia di Hugo Moser (1978)
- Las Muñecas Que Hacen ¡PUM!, regia di Gerardo Sofovich (1979)
- Comandos azules en acción, regia di Emilio Vieyra (1980)
- Sucedió en el internado, regia di Emilio Vieyra (1985)
- Seguridad personal, regia di Aníbal Di Salvo (1986)
- El bonaerense, regia di Pablo Trapero (2002)
- Vereda tropical, regia di Javier Torre (2004)
- Un año sin amor, regia di Anahí Berneri (2005)
- Lo bueno de los otros, regia di Fabio Junco e Julio Midú (2005)
- La demolición, regia di Marcelo Mangone (2005)
- Paredón, paredón, regia di Guillermo Palacios (2005)
- El destino, regia di Miguel Pereira (2006)
- Il passato (El pasado), regia di Héctor Babenco (2007)
- Dos amigos y un ladrón, regia di Jaime L. Lozano (2008)
- ¡Me robaron el papel picado!, regia di Aníbal Di Salvo (2009)
- Franzie, regia di Alejandra Marino (2010)
- Hermanitos del fin del mundo, regia di Julio Midú (2011)
- La plegaria del vidente, regia di Gonzalo Calzada (2012)
- Derecho de piso, regia di Cinthya Glezer (2014)
- La Salada, regia di Juan Martín Hsu (2014)
- Libre de sospecha, regia di Emilio Blanco (2015)
- Angelita la doctora, regia di Helena Tritek (2016)

### Televisione
- La Chona superstar - serie TV, 3 episodi (1983)
- Entre el amor y el poder - serie TV, 25 episodi (1984)
- Buscavidas - serie TV, 19 episodi (1984)
- Antonella - serial TV, 191 puntate (1991)
- Son de diez - serial TV, 145 puntate (1992)
- Casi todo, casi nada - serie TV, 29 episodi (1993)
- Cara bonita - serial TV, 130 puntate (1994)
- Señoras y señores - serie TV, 19 episodi (1997)
- De corazón - serial TV, 397 puntate (1997)
- Verano del '98 - serial TV (1998)
- Un culebrón mejicano, regia di Eduardo Spagnuolo - film TV (2003)
- Hospital público - serie TV, 19 episodi (2003)
- Los pensionados - serial TV, 115 puntate (2004)
- Los machos de América - serie TV, 19 episodi (2004)
- Sangre fría - miniserie TV, 6 puntate (2004)
- Se dice amor - serial TV, 254 puntate (2005)
- Conflictos en red - serie TV, 1 episodio (2005)
- Mujeres asesinas - serie TV, 1 episodio (2006)
- Mujeres elefante, regia di Israel Adrián Caetano e José María Muscari - film TV (2007)
- Il mondo di Patty (Patito Feo) - serial TV (2007)
- Secretos de amor - serial TV, 68 puntate (2010)
- Contra las cuerdas - serie TV, 5 episodi (2010)
- Dulce amor - serie TV, 19 episodi (2012)
- La celebración - miniserie TV, 1 puntata (2014)
- Una famiglia quasi perfetta (Somos familia) - serie TV (2014)

## Teatro
- Erase una vez en Buenos Aires (1976)
- Enredos de alcoba (1979)
- Violines y trompetas (1980)
- Los años locos del Tabarís (1980)
- Lo que mata es la humedad (1981)
- Engañemos a mi mujer (1982)
- Greta Garbo, quien diría que está bien y vive en Barrancas (1985)
- Tributo (1985-1986)
- Dame el sí mon amour (1999)
- Mi suegra esta loca, loca... (2000)
- El tenor (2008)
- Soñar en Boedo (2009-2010)
- Argentinien (2012)
- La casa de Bernarda Alba (2013-2016)
- Falladas (2017)

## Riconoscimenti
- 2002 – Premio Cóndor de Plata[1][2]
  - Rivelazione femminile, per El bonaerense
  - Candidatura a miglior attrice non protagonista, per El bonaerense
- 2002 – Premio Clarín[3][4]
  - Rivelazione femminile nella categoria cinema, per El bonaerense
- 2003 – Premio Martín Fierro[5]
  - Miglior attrice non protagonista di un film o una miniserie televisiva, per Hospital público
- 2010 – Premio Estrella De Mar[6]
  - Candidatura a miglior attrice di una commedia, per Soñar en Boedo
- 2010 – Premio Estrella De Mar[7][8]
  - Candidatura a miglior attrice, per La casa de Bernarda Alba